# Oxylymma tuberculicollis
Oxylymma tuberculicollis är en skalbaggsart som beskrevs av Fisher 1947. Oxylymma tuberculicollis ingår i släktet Oxylymma och familjen långhorningar.
Artens utbredningsområde är Costa Rica. Inga underarter finns listade i Catalogue of Life.